# کامرون بلفورد
کامرون بلفورد (انگلیسی: Cameron Belford؛ زادهٔ ۱۶ اکتبر ۱۹۸۸) بازیکن فوتبال اهل بریتانیا است.
از باشگاه‌هایی که در آن بازی کرده‌است می‌توان به باشگاه فوتبال منزفیلد تاون، باشگاه فوتبال سوئیندون تاون، باشگاه فوتبال بری، باشگاه فوتبال ساوتند یونایتد، باشگاه فوتبال کاونتری سیتی، باشگاه فوتبال ووستر سیتی، باشگاه فوتبال تاموورث، باشگاه فوتبال آکرینگتون استنلی، و باشگاه فوتبال ورکسام اشاره کرد.